# USB4

The USB4 40Gbps logo

El USB4 es un sistema USB especificado en la especificación del USB4 que fue liberado en la versión 1.0 el 29 de agosto de 2019 por USB Implementers Forum.
A diferencia de los estándares del protocolo USB anterior, el USB4 requiere conectores USB-C y para el suministro de energía requiere el soporte de USB PD. A diferencia de USB 3.2, permite el tunelado de DisplayPort y PCI Express. La arquitectura define un método para compartir un único enlace de alta velocidad con múltiples tipos de dispositivos finales de forma dinámica que mejor sirva para la transferencia de datos por tipo y aplicación. Los productos USB4 deben soportar un caudal de 20 Gbit/s y pueden soportar un caudal de 40 Gbit/s, pero debido al tunelado, incluso los 20 Gbit/s nominales pueden dar lugar a mayores velocidades efectivas de datos en el USB4, en comparación con el USB 3.2, cuando se envían datos mezclados.
La especificación del USB4 se basa en la especificación del protocolo Thunderbolt 3. El soporte de la interoperabilidad con los productos Thunderbolt 3 es opcional para los hosts USB4 y los dispositivos periféricos USB4 y es necesario para los hubs USB4 en sus puertos orientados hacia abajo y para los docks basados en USB4 en sus puertos orientados hacia abajo y hacia arriba.

## Descripción general

### Nombre
La versión 1.0 de la especificación del USB4, publicada el 29 de agosto de 2019, utiliza "Universal Serial Bus 4" y "USB4". Varios informes de noticias antes del lanzamiento de esa versión usan la terminología "USB 4.0" y "USB 4". Incluso después de la publicación de la rev 1.0 algunos escriben a sabiendas "USB 4", afirmando "para reflejar la forma en que los lectores buscan".

## Especificaciones

### Especificación del USB4

#### Historia
Fue anunciado oficialmente por primera vez en marzo de 2019.

#### Colaboradores
En el momento de la publicación de la versión 1.0 las empresas promotoras que tenían empleados que participaban en el grupo de trabajo técnico de la Especificación USB4 eran: Apple Inc., Hewlett-Packard Inc., Intel Corporation, Microsoft Corporation, Renesas Corporation, STMicroelectronics y Texas Instruments.

#### Objetivos de diseño
Los objetivos establecidos en la especificación del USB4 son aumentar el ancho de banda, ayudar a la convergencia del ecosistema del conector USB-C y "minimizar la confusión del usuario final". Algunas de las áreas clave para lograr esto son el uso de un solo tipo de conector USB-C, manteniendo la compatibilidad con los productos existentes de USB y Thunderbolt.

#### Modos de transferencia de datos
El USB4 por sí mismo no proporciona ningún mecanismo genérico de transferencia de datos o clases de dispositivos como el USB 3.x, pero sirve sobre todo como una manera de hacer un túnel con otros protocolos como el USB 3.2, el DisplayPort y opcionalmente el PCIe.
Aunque sí proporciona un protocolo nativo Host-to-Host, como su nombre indica sólo está disponible entre dos hosts conectados. Se utiliza para implementar redes IP de host.
Por lo tanto, cuando el host y el dispositivo no soportan el tunelado PCIe opcional, el máximo ancho de banda sin pantalla se limita a USB 3.2 20 Gbps, mientras que sólo USB 3.2 10 Gbps es obligatorio.
El USB4 permite el tunelado:
- USB 3.2 ("Enhanced Superspeed") Tunelización
- DisplayPort 1.4a basado en el Tunelamiento
- PCI Express (PCIe) basado en el Tunelaje

El USB4 también requiere el soporte del Modo Alternativo de DisplayPort. Eso significa que el DP puede ser enviado a través de un túnel del USB4 o por el Modo Alternativo de DP.
El USB 2.0 siempre es soportado usando los cables dedicados en el conector USB-C.

##### Modos de transferencia de datos USB
| Nombre comercial      | Logo        | Especificaciones | Especificaciones antiguas | Dual-lane | Codificación | Velocidad nominal  | Velocidad nominal |
| Nombre comercial      | Logo        | Especificaciones | Especificaciones antiguas | Dual-lane | Codificación | Gbit/s             | GB/s              |
| --------------------- | ----------- | ---------------- | ------------------------- | --------- | ------------ | ------------------ | ----------------- |
| SuperSpeed USB 5Gbps  |             | USB 3.2 Gen 1×1  | USB 3.0, USB 3.1 Gen 1    | No        | 8b/10b       | 5                  | 0.5               |
| SuperSpeed USB 10Gbps |             | USB 3.2 Gen 2×1  | USB 3.1 Gen 2             | No        | 128b/132b    | 10                 | 1.2               |
|                       |             | USB 3.2 Gen 1×2  | CNone                     | Sí        | 8b/10b       | 10                 | 1.0               |
| SuperSpeed USB 20Gbps |             | USB 3.2 Gen 2×2  | CNone                     | Sí        | 128b/132b    | 20                 | 2.4               |
|                       |             | USB4 Gen 2×1     | CNone                     | No        | 64b/66b      | 10                 | 1.2               |
|                       |             | USB4 Gen 3×1     | CNone                     | No        | 128b/132b    | 20                 | 2.4               |
| USB4 20Gbps           |             | USB4 Gen 2×2     | CNone                     | Sí        | 64b/66b      | 20                 | 2.4               |
| USB4 40Gbps           |             | USB4 Gen 3×2     | CNone                     | Sí        | 128b/132b    | 40                 | 4.8               |
| USB4 80Gbps           | USB4 80Gbps | USB4 Gen 4x2     |                           | Sí        |              | 80/120 asimétricos | 9.6/14,4          |

El USB4 Gen 2 es diferente del USB 3.2 Gen 2. Sólo significan la misma velocidad, es decir, 10Gbps, pero están codificados de forma diferente en la capa eléctrica.
Aunque el USB4 es necesario para soportar los modos de doble carril, utiliza operaciones de un solo carril durante la inicialización de un enlace de doble carril; el enlace de un solo carril también puede ser utilizado como un modo alternativo en caso de un error de enlace de carril.
En el modo de compatibilidad con Thunderbolt, los carriles se conducen ligeramente más rápido a 10,3125 Gbps (para la Gen 2) y 20,625 Gbps (para la Gen 3), tal como lo exigen las especificaciones de Thunderbolt.

#### Entrega de energía
Una conexión USB4 requiere un contrato de USB Power Delivery (USB PD) antes de ser establecida. Esto no es un problema, ya que el USB4 requiere un USB PD (y es exclusivamente USB-C) para negociar el modo USB4 en primer lugar. Una fuente de USB4 debe proporcionar al menos 7.5W (5V, 1.5A) por puerto. Un disipador de USB4 debe requerir menos de 250mA (por defecto), 1,5A o 3A @5V de energía (dependiendo de la configuración de la resistencia USB-C) antes de la negociación de la DP de USB. Con USB PD son posibles hasta 100W de potencia.

#### Compatibilidad con Thunderbolt 3
La especificación del USB4 establece que el objetivo del diseño es "Mantener la compatibilidad con el ecosistema existente de productos USB y Thunderbolt". Pero la compatibilidad con Thunderbolt 3 sólo es opcional para los hosts del USB4 y los dispositivos periféricos del USB4.[cita requerida]

### Especificaciones de los socios del Modo Alternativo

#### DisplayPort Alt Mode 2.0
El 29 de abril de 2020, se lanzó la versión 2.0 del DisplayPort Alt Mode, que soporta la versión 2.0 del DisplayPort a través del USB4.

### USB 4 2.0
- En septiembre de 2022, el USB Promoter Group anunció la versión USB 4 2.0, que doblará hasta los 80 Gbps (gigabits por segundo) la velocidad de transferencia de datos con el mismo cable USB-C. El nuevo estándar mantendrá la retrocompatibilidad con las versiones USB 4 1.0, USB 3.2, USB 2.0 y Thunderbolt 3. Se espera que se den a conocer todas las especificaciones del mismo en el marco del USB DevDays, evento con desarrolladores que tiene lugar en noviembre de 2022.

## Soporte de software
Linux 5.6, lanzado el 29 de marzo de 2020, soporta USB4.

## Soporte de hardware
Durante CES 2020, USB-IF e Intel declararon su intención de permitir productos USB4 que soporten todas las funcionalidades opcionales como productos Thunderbolt 4. Se espera que los primeros productos compatibles con USB4 sean la serie Tiger Lake de Intel y la serie AMD Zen 3 de CPU, cuyo lanzamiento está previsto para finales de 2020.
Se espera que los dispositivos que soportan el USB4 aparezcan en el 2020. Los dispositivos USB4 están listos para ser lanzados el próximo año.
Brad Saunders, CEO del USB Promoter Group anticipa que la mayoría de las PCs con USB4 soportarán Thunderbolt 3 pero para los teléfonos los fabricantes son menos propensos a implementar el soporte de Thunderbolt 3.
El 3 de marzo de 2020, Cypress Semiconductor anunció nuevos controladores de energía de tipo C (PD) que soportan USB4, CCG6DF como puerto dual y CCG6SF como puerto único.